# Forum international Génération IV
Pour les articles homonymes, voir GIF.
Le forum international Génération IV (anglais : Generation IV International Forum, ou GIF) est une initiative du département de l'Énergie des États-Unis destinée à instaurer une coopération internationale dans le cadre du développement des systèmes nucléaires dits de quatrième génération.

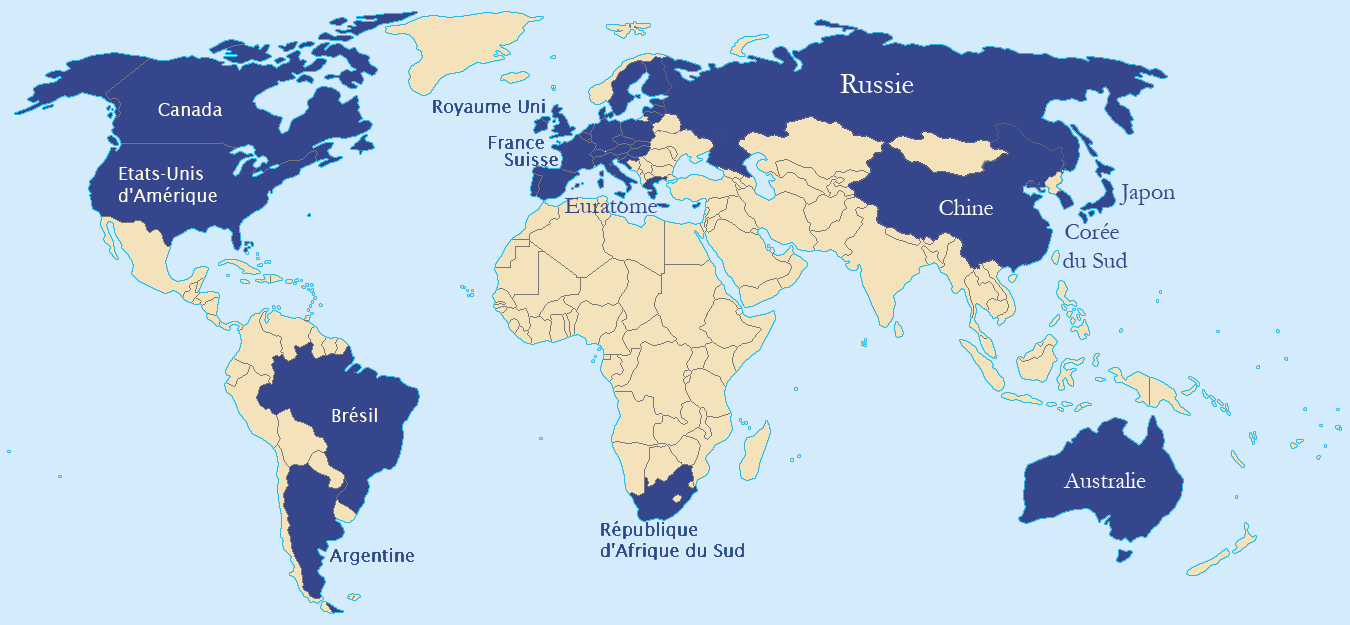
Pays participants au Forum international.

## Contexte
Les réacteurs actuellement en exploitation sont considérés comme de génération II ou III (EPR, AP1000). La première génération de réacteurs correspond aux réacteurs expérimentaux et industriels construits avant 1970.
Les réacteurs nucléaires de génération IV sont dans les années 2000-2020 pour la plupart encore à l'état de concepts, sur lesquels s'engagent les recherches coordonnées dans le cadre du forum International Génération IV créé en 2000. La mise en service d'un réacteur commercial fondé sur l'un de ces concepts n'est pas envisagée avant 2030.
Les objectifs donnés aux réacteurs de 4e génération sont :
- une maturité technique vers 2030[3] ;
- améliorer la sûreté nucléaire ;
- diminuer le risque de prolifération nucléaire, en « brûlant » les stocks de plutonium ;
- minimiser les déchets nucléaires, en recyclant et transmutant les actinides issus des réactions nucléaires ;
- économiser l'utilisation des ressources naturelles ;
- diminuer les coûts de construction et d'exploitation des réacteurs nucléaires ;
- permettre d'autres usages que la production d'électricité, telle que la production d'hydrogène, d'eau potable (dessalinisation), et la valorisation de la chaleur fatale (en général perdue, sur les générations I, II et III de centrales nucléaires).

La notion de système apparaît : chaque réacteur devra être conçu et associé à son propre cycle du combustible (de la fabrication du combustible à la gestion des déchets)[réf. nécessaire].
Le forum International Génération IV doit comparer différents systèmes nucléaires possibles à l'aune des critères fixés ci-dessus, en prenant en compte toutes les particularités des différents concepts, au-delà des modèles technico-économiques utilisés pour valider les réacteurs de générations II et III (cf. section Moyens à mettre en œuvre).

Illustration des générations de réacteurs nucléaires selon le forum et le CEA (2011).

## Concepts de réacteurs retenus
La liste originelle de concepts de réacteur a été, dans une première phase, réduite aux concepts les plus prometteurs selon l'analyse réalisée dans le cadre du GIF. Six concepts ont été retenus in fine pour la phase de recherche et développement :
- réacteur nucléaire à très haute température (VHTR) ;
- réacteur à eau supercritique (RESC) ;
- réacteur nucléaire à sels fondus (RSF) ;
- réacteur à neutrons rapides à caloporteur gaz (RNR-gaz) ;
- réacteur à neutrons rapides à caloporteur plomb (RNR-Pb) ;
- réacteur à neutrons rapides à caloporteur sodium (RNR-Na).

Selon les concepts, des applications spécifiques peuvent être envisagées au-delà de la production d'énergie électrique : production d'hydrogène, combustion des actinides, transmutation, etc. Le réacteur nucléaire piloté par accélérateur (ADS) n'a pas été retenu parmi les concepts, sa mise en service ne pouvant être envisagée à l'horizon 2030.

### Réacteur à très haute température

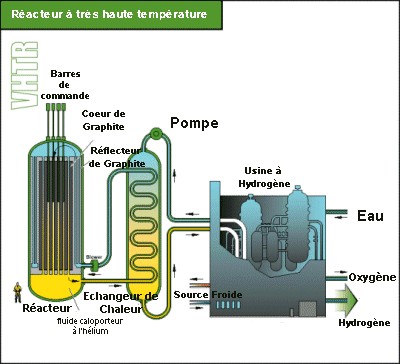
Réacteur à très haute température.

Le réacteur à très haute température (very high temperature reactor, VHTR) est constitué d'un cœur modéré au graphite. Un gaz caloporteur (hélium) y circule et entraîne une turbine avec un cycle direct pour la production électrique. Plusieurs combustibles fissiles sont envisageables (uranium, plutonium avec éventuellement des actinides mineurs), avec un arrangement prismatique ou à lit de boulets (pebble-bed). La température en sortie de cœur du concept est d'environ 1 000 °C. 
Il peut aussi ne pas y avoir de turbine mais un échangeur récupérant des calories à très haute température (tHT) alimentant un procédé thermo-chimique (de type iode-soufre) pour la production d’H2.
Des modélisations de cycle avec multi-recyclage ont été étudiées, mais la possibilité d'atteindre de hauts taux de combustion conduit à privilégier un cycle à stockage direct du combustible irradié. Dans certaines variantes du concept, les performances attendues de confinement du combustible de type TRISO permettraient de supprimer l'enceinte en béton du réacteur, ce qui serait économiquement favorable.

### Réacteur à eau supercritique (RESC)

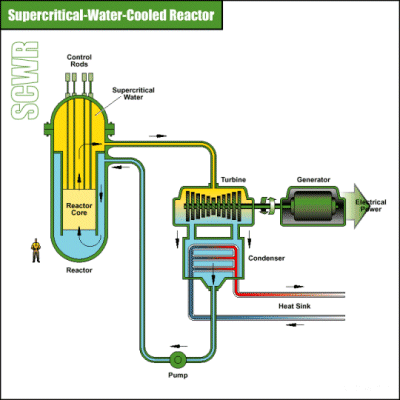
Réacteur à eau supercritique (à traduire).

Le concept de réacteur à eau supercritique est une tentative de reprendre les meilleures caractéristiques des réacteurs à eau pressurisée (REP) et des réacteurs à eau bouillante (REB) du début des années 2000. C'est un réacteur à eau légère dont le caloporteur/modérateur est de l'eau supercritique à une température et à une pression de fonctionnement supérieures à celles des réacteurs déployés en 2006. Ce concept reprend donc le cycle direct du REB et la phase fluide unique du REP.
Il s'inspire aussi des chaudières à combustible fossile supercritiques, se démarquant par son efficacité thermodynamique améliorée (45 % comparés aux 33 % des REP actuellement déployés). Ce concept est largement étudié, au-delà des pays participant au Forum International Génération 4.
Il pourrait permettre une surgénération modérée, offrant ainsi l'accès à des réserves énergétiques environ cent fois plus grandes qu'en réacteurs actuels.

### Réacteur à sels fondus (RSF)

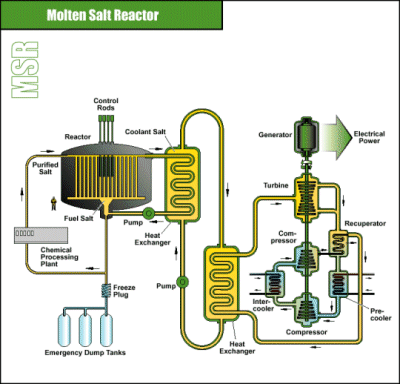
Réacteur à sels fondus (à traduire).

Le réacteur nucléaire à sels fondus utilise le sel fondu comme caloporteur. De nombreuses variantes ont été étudiées et quelques prototypes construits. La plupart des concepts actuellement étudiés se basent sur un combustible dissous au sein d'un sel fluoré circulant dans un cœur en graphite (qui modère les neutrons et assure la criticité). D'autres concepts reposent sur un combustible dispersé dans le graphite, le sel agissant en tant que modérateur. Des variantes innovantes associent au réacteur une usine de retraitement en ligne pour extraire en continu les produits de fission.

### Réacteur rapide à caloporteur gaz (RNR-gaz)

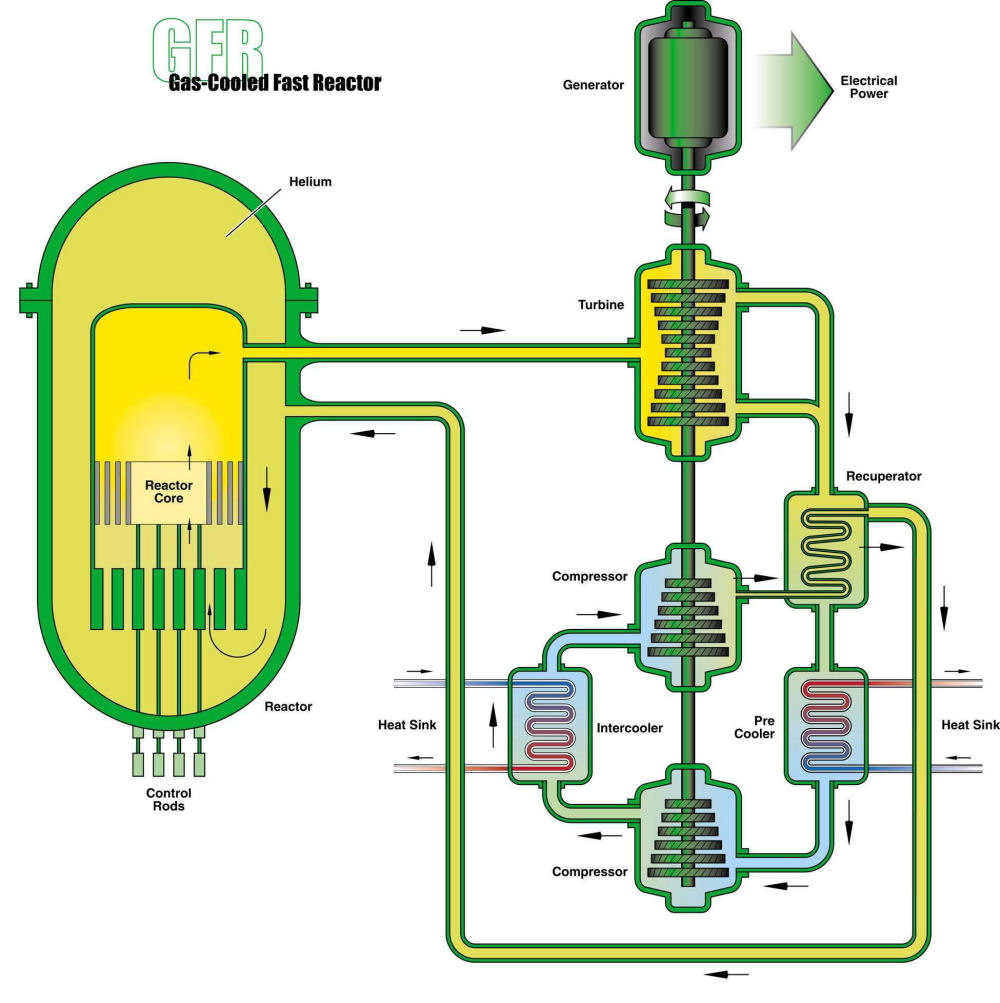
Réacteur rapide à caloporteur gaz.

Les concepts de réacteur rapide à caloporteur gaz reposent sur différentes configurations de combustible (crayons, plaques, prismatique), différentes formes physico-chimiques du combustible (notamment à base de céramique) et un caloporteur hélium. La température en sortie de cœur est d'environ 850 °C, la production électrique est réalisée par une turbine à gaz selon un cycle direct Brayton qui assure une bonne efficacité thermique.

### Réacteur rapide à caloporteur plomb (RNR-Pb)

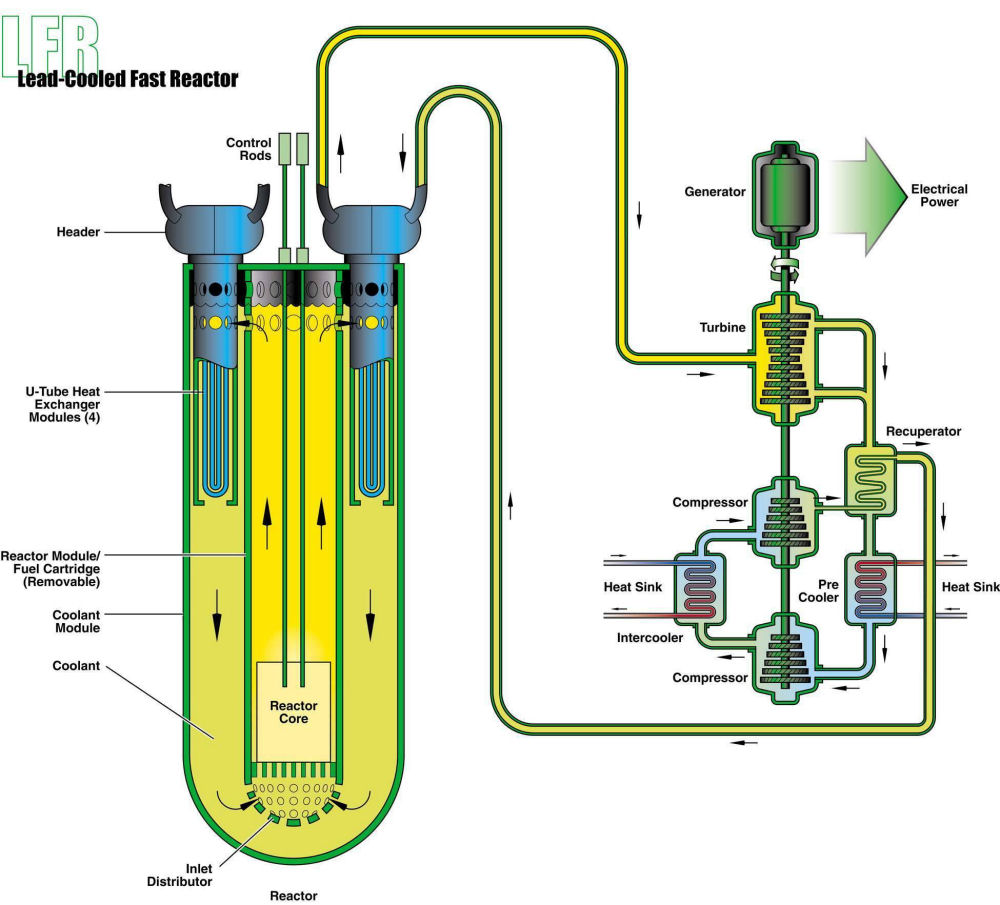
Réacteur rapide à caloporteur plomb (à traduire).

Le concept de réacteur rapide à caloporteur plomb a connu un fort développement en URSS, notamment à travers le projet Brest-300 à Seversk. Le caloporteur est du plomb métal ou un eutectique plomb-bismuth, transparent aux neutrons rapides. Le combustible est métallique ou nitreux et peut contenir des transuraniens. La circulation du caloporteur dans le cœur se fait par convection naturelle. La température en sortie est de l'ordre de 550 °C, certaines variantes atteignant 800 °C.

### Réacteur à neutrons rapides à caloporteur sodium (RNR-Na)

Réacteur rapide à caloporteur sodium (à traduire).

Le concept de réacteur à neutrons rapides et caloporteur sodium a connu un fort développement et bénéficié d'un retour d'expérience notable, avant que le contre-choc pétrolier ne freine la R&D dans l'énergie nucléaire. Dans sa version de référence, il repose sur un combustible de type oxyde à base d'uranium et de plutonium (MOX), additionné éventuellement d'actinides mineurs, le fluide caloporteur des circuits primaire et secondaire étant du sodium. Lors des opérations de démantèlement, l'étape de la vidange du sodium s'avère particulièrement délicate pour ce type de réacteur,.
Une quinzaine de réacteurs de ce type ont été construits dans le monde (dont en France le prototype Rapsodie, et les deux réacteurs électrogènes Phénix et Superphénix). Fin 2018 seuls les BN-600 et BN-800 russes et le CEFR chinois restent opérationnels,. De nouveaux réacteurs sont cependant en construction, notamment en Inde (Prototype Fast Breeder Reactor) et en Chine (réacteur CFR-600, prévu pour 2023). La France a travaillé quant à elle sur le projet Astrid jusqu'en 2019.

## Moyens à mettre en œuvre

### Évaluation technique
La conception d'une filière nucléaire dépend de trois paramètres principaux :
- le combustible ;
- le modérateur ;
- le fluide caloporteur.

### Évaluation économique
Les filières nucléaires innovantes considérées dans la Génération IV demandent de nouveaux outils pour leur évaluation économique, puisque leurs caractéristiques diffèrent de manière significative de celles des installations nucléaires de générations II et III. Les modèles économiques actuels n'ont pas été conçus pour comparer des technologies ou des filières nucléaires alternatives, mais plutôt pour comparer l'énergie nucléaire avec des alternatives fossiles. Les projections fondées sur une estimation du prix des ressources naturelles (uranium) ont montré leurs limites[Lesquelles ?], dans le cas des réacteurs à neutrons rapides.

### Sûreté
L'état des maturités des six concepts de réacteurs de quatrième génération est fortement hétérogène et ils soulèvent tous, de façon variable, des questions de sûreté impliquant des travaux de recherche et des avancées technologiques par rapport aux réacteurs de mêmes types déjà exploités.

## Critiques
À la suite de l'accident nucléaire de Fukushima en 2011, la motivation des membres du Forum International Génération IV a baissé en raison du ralentissement de l'industrie nucléaire et l'essor des énergies renouvelables dans le monde.
Le Réseau Sortir du nucléaire rappelle « l’échec » du réacteur prototype Superphénix en France et conteste les aspects novateurs du projet Génération IV. Échec tout relatif car 41 % du temps il était à l'arrêt pour des raisons administratives, 19 % pour des réparations dont 60 % ne concernaient pas la chaudière nucléaire. Finalement il a fonctionné 40 % du temps et que pour un prototype de cette taille cela a été une prouesse technologique. Et durant la seule année 1996, il a été couplé au réseau 245 jours et a été critique 265 jours soit 95 % du temps hors arrêts programmés.

## Pays et organisations internationales participants
En mars 2021, les participants au projet sont :
- États-Unis
- Canada
- Afrique du Sud
- Chine
- Japon
- Corée du Sud
- Brésil
- Argentine
- Union européenne
- Russie
- Suisse
- France
- Australie
- Royaume-Uni